# Едуардо Мендоса
Едуардо Мендоса (на испански: Eduardo Mendoza) е испански писател на произведения в жанровете драма, хумор, криминален роман.
Нареждан е сред най-важните живи испански писатели, заедно с писатели като Артуро Перес-Реверте и Андрес Паскуал, представители на новия испански разказ.

## Биография и творчество
Едуардо Мендоса Гарига е роден на 11 януари 1943 г. в Барселона, Испания. Син е на Едуардо Ариас-Карвахал, прокурор, и Кристина Алемани, сестра на писателя и историк Рамон Алемани. Учи една година в училището на монахините на Дева Мария от Лорето, следваща в Мерцедариите, и от 1950 г. в школата на братята Марист. През 1965 г. завършва право в Автономния университет на Барселона. Получава стипендия да следва социология в Лондон.
След завръщането си през 1967 г. работи като адвокат в правния отдел на „Banco Condal“. Напуска през 1973 г. и работи като преводач за ООН в Ню Йорк. Поддържа интензивна връзка с писателите Хуан Бенет, Хуан Гарсия Хортелано и Феликс де Азуа, и с поета Пере Гимферер.
Първият му роман, „Истината за случая „Саволта“, е издаден през 1975 г. Той описва борбите на синдикатите в началото на 20. век, като показва социалните, културните и икономическите условия на работниците в Барселона по това време. Романът се смята за предшественик на социалната промяна в испанското общество след Франсиско Франко и първият роман на прехода към демокрация. Романът показва способността му да използва различни ресурси и стилове и е удостоен с наградата на критиката. Екранизиран е през 1980 г. в едноименния филм с участието на Хосе Луис Лопес Васкес, Чарлз Денър и Омеро Антонути.
Един от най-известните му романи е „Градът на чудесата“ от 1986 г. Той ироничен разказ за грандиозната кариера и вътрешната трансформация на беден младеж в Барселона, чрез който представя социалната и градска еволюция на Барселона между световните изложения от 1888 и 1929 г. През 1999 г. е адаптиран от Марио Камю с участието на Оливие Мартинес и Ема Суарес.
Автор е на криминалната поредица „Безименният детектив“ за анонимния особен герой, невзрачният и смешен детектив Чеферино, който сам разказва невероятните си премеждия затворен в психиатрична болница. Престъпното му минало и житейските превратности са причина за попадането му в лудница, откъдето комисар Флорес го измъква тайно, за да може безименният инспектор да вади вместо него кестените от огъня при разрешаването на поредното престъпление. Първият му роман „Загадката на омагьосаната крипта“ от 1979 г. е пародия с весели моменти, смесващи детективски истории с готически разказ. Той е с елементи на пикарески роман и американски детективски истории, и рисува портрета на Испания след Франко. Екранизиран е през 1981 г. в едноименния филм с участието на Хосе Сакристан.
От 1995 г. преподава курсове по изкуството на превода в университета Помпеу Фабра в Барселона.
През октомври 2010 г. печели литературната награда „Планета“ за романа си „Със зъби и нокти. Мадрид“ (под псевдонима Рикардо Медина), а през декември 2013 г. с него печели Европейската награда за книга.
През юни 2015 г. е удостоен с наградата „Франц Кафка“, като е първият испански писател, който я печели. През 2016 г. за цалостното си творчество е отличен с наградата „Сервантес“, най-престижната награда за испаноезична литература.
Едуардо Мендоса живее със семейството си в Барселона.

## Произведения

### Самостоятелни романи
- La verdad sobre el caso Savolta (1975)
Истината за случая „Саволта“, изд.: „Народна култура“, София (1990), прев. Самуел Франсес, Невена Ангелова
- La ciudad de los prodigios (1986)
Градът на чудесата: откъс, (2003), прев. Стефка Кожухарова
- La isla inaudita (1989)
- Sin noticias de Gurb (1990) – сериализация в „El País“
Ни вест от Гурб, изд.: ИК „Колибри“, София (2005), прев. Боян Молина
- El año del diluvio (1992)
- Una comedia ligera (1996)
- El último trayecto de Horacio Dos (2002) – сериализация в „El País“
- Mauricio o las elecciones primarias (2006)
- El asombroso viaje de Pomponio Flato (2008)
Чудните патила на Пърдоний Флат, изд.: ИК „Колибри“, София (2010), прев. Десислава Антова
- Riña de gatos. Madrid 1936 (2010) – награда „Планета“
Със зъби и нокти. Мадрид, изд.: ИК „Колибри“, София (2013), прев. Катя Диманова

### Серия „Безименният детектив“ (El innombrado detective/El paciente del Doctor Sugrañes)
1. El misterio de la cripta embrujada (1979)
Загадката на омагьосаната крипта, изд.: ИК „Колибри“, София (2006), прев. Катя Диманова
2. El laberinto de las aceitunas (1982)
Маслиненият лабиринт, изд.: „Народна култура“, София (1990), прев. Самуел Франсес, Невена Ангелова
Маслиновият лабиринт, изд.: ИК „Колибри“, София (2007), прев. Катя Диманова
3. La aventura del tocador de señoras (2001)
Приключението на дамския фризьор, изд.: ИК „Колибри“, София (2008), прев. Катя Диманова
4. El enredo de la bolsa y la vida (2012)
5. El secreto de la modelo extraviada (2015)

### Серия „Трите закона на движението“ (Las tres leyes del movimiento)
1. El rey recibe (2018)
2. El negociado del yin y el yang (2019)

### Пиеси
- Restauración (1993)
- Gloria: Comedia en un acto (2000)
- Grandes preguntas (2004)
- Teatro reunido (2017)

### Разкази
Tres vidas de santos: La ballena, El final de Dubslav and El malentendido (2009)
El camino del cole (2011)

### Екранизации
- 1980 La verdad sobre el caso Savolta
- 1981 La cripta – по романа „El misterio de la cripta embrujada“
- 1983 Soldados de plomo
- 1992 Restauració – тв филм
- 1999 La ciudad de los prodigios
- 2001 Historias de leyenda – тв сериал
- 2004 El año del diluvio
- 2008 El acuarelista